# Betty White's Off Their Rockers
Betty White's Off Their Rockers est une émission de télévision de téléréalité humoristique américaine développée par Tim Van Aelst et diffusée entre le 16 janvier 2012 et le 9 juillet 2013 sur le réseau NBC et sur CTV Two au Canada, puis en 2014 sur Lifetime.

## Concept
L'émission est basée sur une émission humoristique belge flamande intitulée Benidorm Bastards ; elle met en scène un petit groupe de personnes du troisième âge, qui, sur le principe de la caméra cachée, piège les passants dans la rue en les mettant dans des situations farfelues ou embarrassantes.
Chaque épisode est composé de petits sketchs tournés en caméra cachée, entrecoupés de petites scènes jouées par le groupe de vieillards.

## Distribution
L'émission met en scène un groupe régulier d'acteurs, autour de la personnalité de Betty White, ainsi que des participants invités qui participent à titre exceptionnel à des épisodes.
Le groupe de participants réguliers est composé de Betty White, Reatha Grey, Michael Yama, Nick De Mauro, Ann Benson, Michael Alaimo, Richard Reicheg et Lou Beatty, Jr.
Parmi les célébrités invitées, on compte :
- Ted Lange, 3e épisode de la première saison, diffusé le 11 avril 2012 ;
- Rob Schneider, 7e et 12e épisodes de la première saison, diffusés respectivement le 2 et 23 mai 2012 ;
- Adam West, 8e épisode de la première saison, diffusé le 9 mai 2012 ;
- Wink Martindale, 9e épisode de la première saison, diffusé le 9 mai 2012 ;
- PSY, 1er épisode de la deuxième saison, diffusé le 8 janvier 2013 ;
- Kim Kardashian, 2e épisode de la deuxième saison, diffusé le 8 janvier 2013 ;
- Steve-O, 3e épisode de la deuxième saison, diffusé le 15 janvier 2013 ;
- Nick Lachey, 4e épisode de la deuxième saison, diffusé le 15 janvier 2013 ;
- Nicole Richie, 6e épisode de la deuxième saison, diffusé le 22 janvier 2013.

## Diffusion
L'émission est retransmise, en direct ou en différé, dans plusieurs autres pays ou territoires, dont :
- le Canada, en même temps que la diffusion américaine en substitution simultanée, sur le réseau CTV Two ;
- la Finlande sur la chaîne de télévision TV5 ;
- la Norvège, depuis le 4 juillet 2012 sur la chaîne de télévision TVNorge.